# Будинок на вулиці Вірменській, 19 (Львів)
Будинок на вулиці Вірменській, 19 (конскрипційний № 121, інша адреса — вул. Друкарська, 7) — житловий будинок XVIII століття, пам'ятка архітектури місцевого значення (охоронний № 323). Розташований в історичному центрі Львова, на вулиці Вірменській.

## Історія
Точна дата зведення будинку невідома, ймовірно, це XVIII століття. За даними краєзнавця Ігоря Мельника, будинок зведений на місці двох кам'яниць, що належали представникам вірменської діаспори. Історик Володимир Вуйцик називає цей будинок Глушкевичівським (втім, Мельник приписує цю назву сусідньому, зруйнованому будинку), за його словами будинок первісно був двоповерховий, на початку 1780-х років належав адвокатові Йосифу Уфнярському та був в аварійному стані. 11 липня 1786 року Уфнярський за 11 105 зол. продав будівлю губерніальному раднику, медику Лаврентію Прессену. Останній близько 1790 року (за іншими даними — у 1792 році) перебудував кам'яницю, внаслідок чого її вартість виросла до 26 652 зол.
Поряд із сучасним будинком № 19, далі по вулиці, у XVIII столітті стояв будинок, що належав родині Августиновичів, які у 1780—1782 році його перебудували. Проте у 1858 році міська влада викупила цей будинок з метою його знесення та продовження вулиці Бічної Вірменської (нинішня вулиця Друкарська) до площі Торговиця дров (сучасна площа Данила Галицького). Будинок у 1861 році знесли, і таким чином, сучасна кам'яниця № 19 стала наріжною.
Протягом XIX століття будинок неодноразово перебудовувався і з двоповерхового поступово став чотириповерховим.
Станом на 1871 і 1889 роки власником будинку значився Ципріан Токарський, у 1911-1916 рр. — доктор Олександр Лисяк, у 1934 році — Леа Кагане. За часів Польської республіки у будинку розміщувалася майстерня біжутерії Бадера. У ті ж часи в будинку розташовувалася адвокатська канцелярія Євгена Давидяка.
23 січня 2015 року на фасаді будинку з боку вулиці Друкарської встановили меморіальну дошку на честь письменника та перекладача Юрія Покальчука, який мешкав на Друкарській.

### «Вірменка»

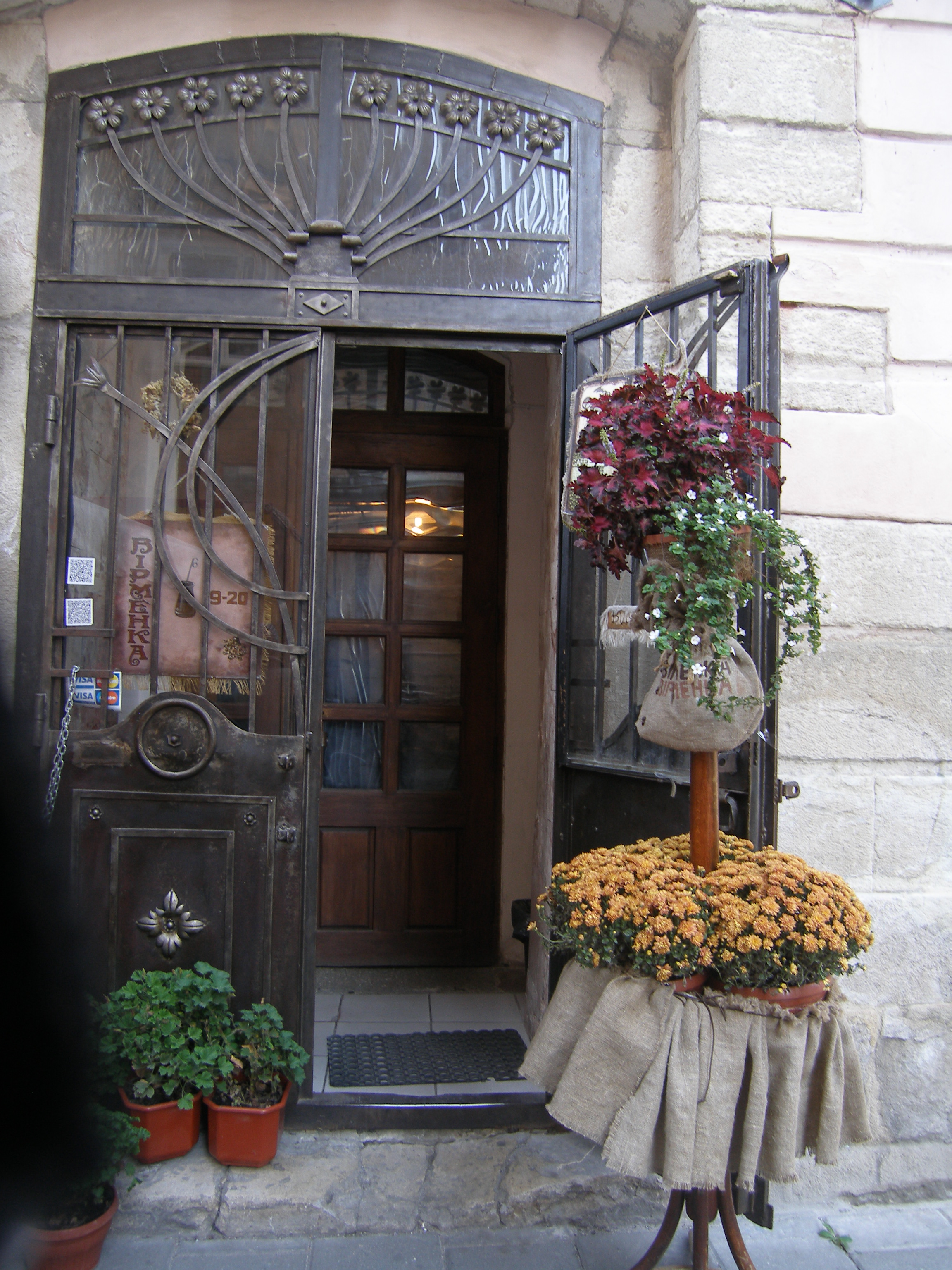
Вхід до кав'ярні

Серед львів'ян та гостей міста будинок № 19 відомий тим, що з кінця 1970-х років (з 1978 або 1979 року) на першому поверсі будинку діє культова кав'ярня «Вірменка», яка за радянських часів була основним місцем зустрічей представників молодіжних неформальних течій, зокрема, хіпі, та львівської інтелектуальної богеми. Кав'ярня була дуже маленькою, усього на сім столиків, місця для усіх охочих бракувало, тому відвідувачі приносили свій посуд і пили каву на вулиці, сидячи на бордюрах або стоячи під стінами сусідніх будинків, так у деякі вечори у «Вірменці» збиралося до сотні відвідувачів. Популярним напоєм була так звана «турецька кава». Практично зразу кав'ярня стала центром інтелектуального життя Львова, тут обмінювалися забороненою літературою самвидаву, музичними новинками, слухали рок-н-рол і навіть торгували марихуаною, сюди з'їжджалися неформали та хіпі з усіх куточків Радянського Союзу. За спогадами Ілька Лемка і Володимира Михалика, саме у «Вірменці» у першій половині 1980-х, за часів Андропова, найчастіше у Львові відбувалися облави у робочий час і обшуки сумок відвідувачів. У 1987 році «Вірменка» стала відправною точкою для першої політичної демонстрації в Україні часів «перебудови».
У 1998 році кав'ярня гучно святкувала своє 20-річчя, втім, український правозахисник, один з перших львівських хіпі Олег (Алік) Олісевич стверджує, що кав'ярню відкрили у серпні 1979 року.
У 1999 році, під час реконструкції кав'ярні виявили оригінальну кладку стін. Після реконструкції фрагменти кладки лишили нетинькованими, вдало вписавши їх в інтер'єр кав'ярні. У 2019 році кав'ярня відсвяткувала своє 40-річчя. У закладі проводяться численні художні виставки, книжкові презентації, концерти.

## Опис
Будинок чотириповерховий, у плані прямокутний, витягнутий. Фасад тинькований, на чотири вікна з боку вулиці Вірменської, і на сім — з боку вулиці Друкарської, завершений масивним вінцевим карнизом. Головний фасад симетричний, на бокових осях розташовані аркові портали з білокам'яним обрамуванням. Бічний фасад розчленований сліпими вікнами. Стіни гладкі, горизонтально розчленовані тягами на всіх поверхах, перший поверх рустований, вікна прості, прямокутні, облямовані лиштвами. На першому поверсі збереглося хрещате склепіння сіней. З боку вулиці Вірменської збереглися дерев'яні вхідні двері, оздоблені у стилі модерн.

## Персоналії
- Давидяк Євген Васильович — український адвокат, громадський та освітній діяч, захисник обвинувачуваних на Львівському процесі діячів ОУН (1936). В будинку № 19 розташовувалася його адвокатська канцелярія.

У кав'ярні «Вірменка» у різні роки збиралися різні представники львівської культурної богеми, зокрема:
- Борис Бергер — художник, літератор, видавець, режисер[12].
- Святослав Вакарчук — співак, лідер рок-гурту «Океан Ельзи», політичний діяч[12].
- Віка Врадій — співачка[12]
- Ілько Лемко — музикант, письменник, публіцист, дослідник історії Львова.
- Кузьмінський Сергій Леонідович — український музикант, співак, вокаліст рок-гурту «Брати Гадюкіни»
- Алік Олісевич — український правозахисник, письменник